# Adolphe V de Berg
Adolphe V de Berg (en angl. Adolphe VIII) († 28 ou 29 septembre 1296), fils de Adolphe IV de Berg et de Marguerite de Hochstaden.

## Biographie
En 1249, Adolphe V épouse Élisabeth de Gueldre, fille de Otton II de Gueldre et de Marguerite de Clèves. Elle est aussi la sœur de Renaud Ier de Gueldre.
En 1259, Adolphe succède à son père comme comte de Berg. Après la mort d'Englebert II de Falkenbourg en 1274, il soutient la candidature de son frère Conrad pour lui succéder comme archevêque de Cologne, mais c'est Siegfried II de Westerburg qui est choisi.
En 1279, son oncle Waléran IV, duc de Limbourg décédé en laissant une fille, Ermengarde, épouse de Renaud Ier de Gueldre. À son tour, Ermengarde meurt sans descendance en 1280. Son mari revendique le duché de, mais Adolphe en tant qu'aîné des neveux de Waléran, tente de faire valoir son droit, mais en 1283, ne se sentant pas de taille à le défendre, il vend ce droit au duc Jean Ier de Brabant. Celui-ci affronte Renaud à la bataille de Worringen en 1288. Adolphe qui soutient le duc de Brabant se retrouve face à un ancien adversaire, l'archevêque Siegfried qui lui s'est rangé du côté du duc de Gueldre. Tandis que la bataille tourne en faveur du Brabant, Siegfried est capturé et livré à son vieil ennemi le comte de Berg, qui le garde prisonnier pendant 13 mois au Schloss Burg. Libéré, l'archevêque de Cologne doit payer 12 000 marks (environ trois tonnes d'argent) de réparation à Adolphe de Berg, qui reçoit également les villes de Lünen avec tous les droits épiscopaux, Westhofen, Brackel, Werl, Menden, Isenberg, et Raffenberg. Le duché de Limbourg tombe dans l'escarcelle du duc de Brabant.
En 1292, Siegfried prend sa revanche, et par ruse capture le comte de Berg qu'il tient prisonnier jusqu'à sa mort le 29 septembre 1296.
Adolphe n'ayant pas eu d'enfant de son mariage avec Élisabeth de Gueldre, c'est son frère Guillaume qui lui succède.

## Sources
- (en) Cet article est partiellement ou en totalité issu de l’article de Wikipédia en anglais intitulé « Adolf VIII of Berg » (voir la liste des auteurs).

- (de) Cet article est partiellement ou en totalité issu de l’article de Wikipédia en allemand intitulé « Adolf V. (Berg) » (voir la liste des auteurs).

- (nl) Cet article est partiellement ou en totalité issu de l’article de Wikipédia en néerlandais intitulé « Adolf V van Berg » (voir la liste des auteurs).